# Кубок Федерації футболу СРСР 1988
Третій кубок Федерації футболу СРСР тривав з 1 квітня по 22 листопада 1988 року. У турнірі брали участь 16 команд вищої ліги.

## Огляд турніру
На першому етапі проводився двоколовий турнір у чотирьох групах:
- «А»: «Динамо» (Київ), «Динамо» (Мінськ), «Жальгіріс» (Вільнюс), «Зеніт» (Ленінград);
- «Б»: «Шахтар» (Донецьк), «Динамо» (Тбілісі), «Кайрат» (Алма-Ата)), «Нефтчі» (Баку);
- «В»: «Динамо» (Москва), «Локомотив» (Москва), «Спартак» (Москва), «Торпедо» (Москва);
- «Г»: «Арарат» (Єреван), «Металіст» (Харків), «Дніпро» (Дніпропетровськ), «Чорноморець» (Одеса).

По дві найкращі команди з кожної групи виходили чвертьфіналу. Вирішальний матч відбувся в Кишиневі.

## Група «А»
| М | Клуб                  | І | В | Н | П | ЗМ | ПМ | О |
| - | --------------------- | - | - | - | - | -- | -- | - |
| 1 | «Жальгіріс» (Вільнюс) | 6 | 4 | 1 | 1 | 10 | 5  | 9 |
| 2 | «Динамо» (Мінськ)     | 6 | 3 | 1 | 2 | 10 | 7  | 7 |
| 3 | «Динамо» (Київ)       | 6 | 1 | 2 | 3 | 6  | 10 | 4 |
| 4 | «Зеніт» (Ленінград)   | 6 | 1 | 2 | 3 | 5  | 9  | 4 |

## Група «Б»
| М | Клуб                | І | В | Н | П | ЗМ | ПМ | О |
| - | ------------------- | - | - | - | - | -- | -- | - |
| 1 | «Кайрат» (Алма-Ата) | 6 | 3 | 2 | 1 | 18 | 12 | 8 |
| 2 | «Нефтчі» (Баку)     | 6 | 2 | 2 | 2 | 15 | 17 | 6 |
| 3 | «Шахтар» (Донецьк)  | 6 | 2 | 2 | 2 | 10 | 11 | 6 |
| 4 | «Динамо» (Тбілісі)  | 6 | 1 | 2 | 3 | 10 | 13 | 4 |

## Група «В»
| М | Клуб                 | І | В | Н | П | ЗМ | ПМ | О |
| - | -------------------- | - | - | - | - | -- | -- | - |
| 1 | «Спартак» (Москва)   | 6 | 3 | 3 | 0 | 15 | 4  | 9 |
| 2 | «Динамо» (Москва)    | 6 | 2 | 3 | 1 | 7  | 6  | 7 |
| 3 | «Торпедо» (Москва)   | 6 | 2 | 2 | 2 | 6  | 7  | 6 |
| 4 | «Локомотив» (Москва) | 6 | 0 | 2 | 4 | 5  | 16 | 2 |

## Група «Г»
| М | Клуб                       | І | В | Н | П | ЗМ | ПМ | О |
| - | -------------------------- | - | - | - | - | -- | -- | - |
| 1 | «Металіст» (Харків)        | 6 | 4 | 0 | 2 | 9  | 4  | 8 |
| 2 | «Чорноморець» (Одеса)      | 6 | 3 | 1 | 2 | 11 | 9  | 7 |
| 3 | «Дніпро» (Дніпропетровськ) | 6 | 2 | 2 | 2 | 5  | 6  | 6 |
| 4 | «Арарат» (Єреван)          | 6 | 1 | 1 | 4 | 5  | 11 | 3 |

## Чвертьфінал
| 28 серпня 1988 |

| «Спартак»                           | 3 – 2 | «Чорноморець»           |
| ----------------------------------- | ----- | ----------------------- |
| Шалімов 14' Кужлєв 67' Аргудяєв 86' | Звіт  | Гусєв 26' Никифоров 89' |

| «Локомотив» (Москва) Глядачів: 3 000 Арбітр: Шароян (Октемберян) |

|         |                      |     |
|         |                      |     |
| ВР      | Володимир Пчельников |     |
| ЗХ      | Юрій Суров           | 46' |
| ЗХ      | Ігор Поваляєв        |     |
| ПЗ      | Ігор Шалімов         | 68' |
| ЗХ      | Олександр Бубнов     |     |
| ПЗ      | Олександр Мостовий   |     |
| ПЗ      | Андрій Іванов        |     |
| ПЗ      | Віктор Пасулько      |     |
| ПЗ      | Сергій Груничев      |     |
| НП      | Федір Черенков       | 66' |
| НП      | Олег Кужлєв          |     |
| Заміни: |                      |     |
| ЗХ      | В. Ястребков         | 46' |
| НП      | Сергій Аргудяєв      | 66' |
| НП      | Валерій Шмаров       | 68' |

|         |                     |     |
|         |                     |     |
| ВР      | Іван Жекю           |     |
| ПЗ      | Володимир Єрьомін   |     |
| ЗХ      | Олександр Спіцин    | 46' |
| ЗХ      | Андрій Телесненко   |     |
| ЗХ      | Леонід Гайдаржи     |     |
| ЗХ      | Сергій Кожанов      |     |
| ПЗ      | Олександр Никифоров |     |
| ПЗ      | Юрій Секінаєв       |     |
| НП      | Олександр Щербаков  |     |
| ПЗ      | Олег Імреков        |     |
| НП      | Сергій Гусєв        |     |
| Заміна: |                     |     |
| ПЗ      | Ігор Наконечний     | 46' |

| 28 серпня 1988 |

| «Металіст» | 0 – 1 | «Динамо» М     |
| ---------- | ----- | -------------- |
|            | Звіт  | Сусло 29' (аг) |

| «Металіст» (Харків) Глядачів: 7 000 Арбітр: Лацабідзе (Тбілісі) |

|         |                   |     |
|         |                   |     |
| ВР      | Ігор Кутепов      |     |
| ЗХ      | Руслан Колоколов  | 64' |
| ЗХ      | Віктор Яловський  |     |
| ЗХ      | Віктор Сусло      | 46' |
| ЗХ      | Іван Панчишин     |     |
| ПЗ      | Олександр Іванов  |     |
| ПЗ      | Гурам Аджоєв      |     |
| ПЗ      | Сергій Ралюченко  |     |
| ПЗ      | Олег Назаренко    | 46' |
| НП      | Юрій Тарасов      |     |
| НП      | Олександр Єсипов  |     |
| Заміни: |                   |     |
| ЗХ      | Олександр Єней    | 46' |
| ПЗ      | Олександр Баранов | 46' |
| НП      | Сергій Волкович   | 64' |

|         |                      |     |
|         |                      |     |
| ВР      | Олександр Уваров     |     |
| ЗХ      | Андрій Тимошенко     | 36' |
| ЗХ      | Сергій Силкін        |     |
| ЗХ      | Володимир Долгополов |     |
| ЗХ      | Василь Ощепков       |     |
| ПЗ      | Борис Поздняков      |     |
| ПЗ      | Ігор Буланов         |     |
| ПЗ      | Віктор Васильєв      | 80' |
| ПЗ      | Василь Каратаєв      |     |
| ПЗ      | Олексій Єременко     |     |
| НП      | Ігор Коливанов       |     |
| Заміни: |                      |     |
| ПЗ      | Андрій Кобелєв       | 36' |
| ПЗ      | Олександр Смирнов    | 80' |

| 28 серпня 1988 |

| «Жальгіріс»                 | 2 – 2 | «Нефтчі»              |
| --------------------------- | ----- | --------------------- |
| Сукристов 68' Фрідрікас 72' | Звіт  | Абушев 7' Касумов 81' |

| Республіканський стадіон (Каунас) Глядачів: ? Арбітр: Левніков (Ленінград) |

|                                              |       | Пенальті                              |  |
| Квіткаускас · Шюгжда · Брідайтіс · Фрідрікас | 2 — 4 | Касумов · Рзаєв · Мірзоєв · Алекберов |  |

|         |                       |     |
|         |                       |     |
| ВР      | Арвідас Концявічюс    |     |
| ЗХ      | Вікторас Брідайтіс    |     |
| ЗХ      | В'ячеслав Сукристов   |     |
| ЗХ      | Ромас Мажейкіс        |     |
| ЗХ      | Робертас Тауткас      |     |
| ПЗ      | Гінтарас Квілюнас     | 57' |
| НП      | Річардас Зданчюс      | 86' |
| ПЗ      | Вальдас Іванаускас    |     |
| ПЗ      | Сігітас Якубаускас    |     |
| ПЗ      | Віргініюс Балтушнікас |     |
| НП      | Робертас Фрідрікас    |     |
| Заміни: |                       |     |
| НП      | Гедимінас Шюгжда      | 46' |
| ПЗ      | Відмантас Расюкас     | 57' |
| ПЗ      | Гінтарас Квіткаускас  | 86' |

|         |                     |     |
|         |                     |     |
| ВР      | Ельхан Гасанов      |     |
| ПЗ      | Яшар Вахаб-заде     |     |
| ЗХ      | Арід Асадов         | 75' |
| ЗХ      | Аскер Абдуллаєв     |     |
| ЗХ      | Расім Абушев        |     |
| ЗХ      | Андрій Федоровський |     |
| ПЗ      | Юніс Гусейнов       |     |
| ПЗ      | Арзу Мізроєв        |     |
| ПЗ      | Відаді Рзаєв        |     |
| НП      | Велі Касумов        |     |
| НП      | Самір Алекберов     |     |
| Заміна: |                     |     |
| НП      | Владислав Леміш     | 75' |

| 28 серпня 1988 |

| «Кайрат»                  | 3 – 0 | «Динамо» Мн |
| ------------------------- | ----- | ----------- |
| Волгін 23', 29' Пацай 73' | Звіт  |             |

| Центральний стадіон (Алма-Ата) Глядачів: ? Арбітр: Медведцький (Волзький) |

|         |                   |     |
|         |                   |     |
| ВР      | Сергій Бураков    | 77' |
| ЗХ      | Сергій Тимофєєв   |     |
| ЗХ      | Юрій Іванов       |     |
| ЗХ      | Борис Джуманов    | 60' |
| ЗХ      | Ігор Кістер       |     |
| ПЗ      | Сергій Волгін     |     |
| ПЗ      | Олександр Жидков  |     |
| ПЗ      | Сергій Лєдовських |     |
| ПЗ      | Фанас Салімов     |     |
| ПЗ      | Вахіт Масудов     | 46' |
| НП      | Віктор Карачун    |     |
| Заміни: |                   |     |
| ЗХ      | Серік Абдуалієв   | 46' |
| НП      | Сергій Пацай      | 60' |
| ВР      | Вадим Єгошкін     | 77' |

|         |                    |     |
|         |                    |     |
| ВР      | Юрій Курбико       |     |
| ЗХ      | Віталій Рагунович  |     |
| ПЗ      | Олександр Знак     |     |
| ПЗ      | Федір Сікорський   |     |
| ЗХ      | Ернест Терновський |     |
| ЗХ      | Олександр Тайков   |     |
| ЗХ      | Ерік Яхимович      |     |
| ПЗ      | Михайло Смирнов    |     |
| ПЗ      | Анатолій Алейников | 53' |
| НП      | Михайло Мархель    |     |
| НП      | Артем Оводов       | 65' |
| Заміни: |                    |     |
| ПЗ      | Олексій Осадський  | 53' |
| НП      | Юрій Шуканов       | 65' |

## Півфінал
| 16 жовтня 1988 |

| «Нефтчі»                   | 2 – 1 | «Спартак»    |
| -------------------------- | ----- | ------------ |
| Сулейманов 9' Гусейнов 34' | Звіт  | Черенков 68' |

| Республіканський стадіон (Баку) Глядачів: 12 250 Арбітр: Медведцький (Волзький) |

|         |                   |                  |
|         |                   |                  |
| ВР      | Ельхан Гасанов    |                  |
| ЗХ      | Новруз Азімов     |                  |
| ЗХ      | Аскер Абдуллаєв   |                  |
| ЗХ      | Расім Абушев      |                  |
| ЗХ      | Віталій Алхазов   | ЖК               |
| ПЗ      | Назим Сулейманов  |                  |
| ПЗ      | Юніс Гусейнов     |                  |
| ПЗ      | Арзу Мізроєв      |                  |
| ПЗ      | Владислав Кадиров | 83'              |
| НП      | Машалла Ахмедов   | 86'              |
| НП      | Самір Алекберов   |                  |
| Заміни: |                   |                  |
| ПЗ      | Яшар Вахаб-заде   | 83'              |
| ЗХ      | Валерій Панчик    | Вийшов на заміну |

|         |                   |     |
|         |                   |     |
| ВР      | Гінтарас Стауче   | 46' |
| ЗХ      | Юрій Суров        | 46' |
| ЗХ      | Ігор Поваляєв     |     |
| ЗХ      | Дмитро Градиленко |     |
| ЗХ      | Олександр Бубнов  |     |
| ПЗ      | Сергій Груничев   | 46' |
| ПЗ      | Андрій Іванов     |     |
| ПЗ      | Віктор Пасулько   |     |
| НП      | Валерій Шмаров    |     |
| ПЗ      | Федір Черенков    |     |
| НП      | Сергій Родіонов   |     |
| Заміни: |                   |     |
| ВР      | Михайло Єрьомін   | 46' |
| ЗХ      | Юрій Суслопаров   | 46' |
| НП      | Олег Кужлєв       | 46' |

| 17 жовтня 1988 |

| «Динамо» М | 0 – 1 | «Кайрат»  |
| ---------- | ----- | --------- |
|            | Звіт  | Кістер 1' |

| «Динамо» (Москва) Глядачів: 1 500 Арбітр: Лацабідзе (Тбілісі) |

|         |                      |     |
|         |                      |     |
| ВР      | Дмитро Харін         | 46' |
| ЗХ      | Віктор Лосєв         | 46' |
| ЗХ      | Сергій Силкін        |     |
| ЗХ      | Володимир Долгополов |     |
| ЗХ      | Ігор Буланов         |     |
| ПЗ      | Ігор Скляров         |     |
| ПЗ      | Андрій Тимошенко     |     |
| ПЗ      | Андрій Кобелєв       |     |
| ПЗ      | Василь Каратаєв      |     |
| НП      | Сергій Кир'яков      |     |
| НП      | Олександр Бородюк    |     |
| Заміни: |                      |     |
| ВР      | Андрій Сметанін      | 46' |
| ЗХ      | Равіль Сабітов       | 46' |

|         |                      |     |
|         |                      |     |
| ВР      | Сергій Чекмезов      |     |
| ЗХ      | Сергій Тимофєєв      |     |
| ЗХ      | Юрій Іванов          |     |
| ЗХ      | Ігор Кістер          |     |
| ЗХ      | Сергій Пасько        | 73' |
| ПЗ      | Сергій Волгін        | 64' |
| ПЗ      | Олександр Жидков     |     |
| ПЗ      | Фанас Салімов        |     |
| ПЗ      | Вахіт Масудов        |     |
| НП      | Юрій Найдовський     | 63' |
| НП      | Євстафій Пехлеваніді |     |
| Заміни: |                      |     |
| ЗХ      | Серік Абдуалієв      | 63' |
| НП      | Віктор Карачун       | 64' |
| ЗХ      | Алімжан Рафіков      | 73' |

## Фінал
| 22 листопада 1988 |

| «Кайрат»                   | 4 – 1 | «Нефтчі»    |
| -------------------------- | ----- | ----------- |
| Карачун 44', 65', 74', 85' | Звіт  | Касумов 47' |

| "Республіканський" (Кишинів) Глядачів: 900 Арбітр: Євген Канана (Донецьк) |

|                 |                   |                  |
|                 |                   |                  |
| ВР              | Сергій Чекмезов   |                  |
| ЗХ              | Сергій Тимофєєв   |                  |
| ЗХ              | Юрій Іванов       |                  |
| ЗХ              | Євген Яровенко    |                  |
| ЗХ              | Алімжан Рафіков   | Замінений        |
| ПЗ              | Сергій Лєдовських |                  |
| ПЗ              | Фанас Салімов     |                  |
| ПЗ              | Вахіт Масудов     |                  |
| ПЗ              | Олександр Жидков  | Замінений        |
| ПЗ              | Сергій Волгін     |                  |
| НП              | Віктор Карачун    |                  |
| Заміни:         |                   |                  |
| ЗХ              | Ігор Кістер       | Вийшов на заміну |
| ЗХ              | Сергій Пасько     | Вийшов на заміну |
| Тренер:         |                   |                  |
| Тимур Сегізбаєв |                   |                  |

|               |                   |                  |           |
|               |                   |                  |           |
| ВР            | Ельхан Гасанов    |                  |           |
| ЗХ            | Новруз Азімов     |                  |           |
| ЗХ            | Аскер Абдуллаєв   |                  |           |
| ЗХ            | Расім Абушев      |                  |           |
| ЗХ            | Віталій Алхазов   |                  |           |
| ПЗ            | Назим Сулейманов  |                  |           |
| ПЗ            | Юніс Гусейнов     | Замінений        |           |
| ПЗ            | Яшар Вахаб-заде   | Замінений        |           |
| НП            | Велі Касумов      |                  |           |
| НП            | Машалла Ахмедов   |                  |           |
| НП            | Самір Алекберов   |                  |           |
| Заміни:       |                   |                  |           |
| НП            | Владислав Леміш   | Вийшов на заміну |           |
| ПЗ            | Арзу Мізроєв      | Вийшов на заміну | Замінений |
| ПЗ            | Владислав Кадиров | Вийшов на заміну |           |
| Тренер:       |                   |                  |           |
| Юрій Кузнецов |                   |                  |           |

## Ігри, голи
| «Металіст» (Харків) |
| Воротарі: Юрій Сивуха (5, 3п), Ігор Кутепов (1, 1п), Олександр Помазун (1, 2п). Захисники: Борис Деркач (5), Іван Панчишин (5), Віктор Сусло (5), Микола Романчук (4, 1), Віктор Яловський (4), Віктор Ващенко (3), Руслан Колоколов (3), Ігор Лунін (2), Андрій Панков (2), Сергій Калягін (1). Півзахисники: Олександр Єней (3), Олег Деревинський (2), Ігор Якубовський (4), Олександр Баранов (5, 1), Леонід Буряк (1), Олександр Іванов (5), Олег Назаренко (4), Юрій Полторак (1), Сергій Ралюченко (1), Сергій Романець (1). Нападники: Олександр Призетко (1), Гурам Аджоєв (5), Олександр Єсипов (6, 1), Олег Морозов (5, 2), Юрій Тарасов (4, 2), Роман Хагба (4, 1), Олег Бондар (2, 1), Сергій Волкович (1), Андрій Шинкарьов (1). Тренер: Євген Лемешко. |
| «Чорноморець» (Одеса) |
| Воротарі: Іван Жекю (4, 6п), Віктор Гришко (4, 6п). Захисники: Сергій Кожанов (6), Андрій Телесненко (6), Сергій Процюк (5), Василь Іщак (4), Сергій Кузнецов (3, 2), Сергій Третяк (2), Леонід Гайдаржи (1), Олександр Спіцин (1). Півзахисники: Володимир Плоскина (4), Олег Імреков (6, 1), Олександр Никифоров (7, 1), Сергій Зірченко (5, 1), Ігор Наконечний (5), Геннадій Перепаденко (5, 1), Володимир Єрьомін (1). Нападники: Сергій Гусєв (7, 3), Юрій Секінаєв (7, 2), Валентин Стрижаков (5), Олександр Гущин (4, 1), Олександр Щербаков (2, 1), Володимир Фінк (1). Тренери: Анатолій Полосін (до квітня), Юрій Заболотний (з травня). |
| «Шахтар» (Донецьк) |
| Воротарі: Сергій Шиповський (5, 8п), Юрій Дегтерьов (1, 1п), Сергій Золотницький (1, 2п). Захисники: Євген Драгунов (5, 1), Василь Євсєєв (5), Михайло Олефіренко (5), Олександр Сопко (4), Микола Федющенко (4), Валерій Гошкодеря (3), Олег Сердюк (2), Василь Мазур (1), Віктор Онопко (3), Олександр Барабаш (1). Півзахисники: Юрій Гуляєв (1, 1), Ігор Петров (5), Сергій Ященко (5, 3), Ігор Леонов (4), Олег Смолянинов (3), Віктор Громов (2), Сергій Мазур (1). Нападники: Сергій Герасимець (4, 1), Володимир Юрченко (3), Сергій Щербаков (1), Олексій Кобозєв (5, 2), Сергій Свистун (5, 1), Віктор Грачов (2), Олег Рідний (2, 1). Тренер: Анатолій Коньков.                                                                                            |
| «Дніпро» (Дніпропетровськ) |
| Воротарі: Валерій Городов (2, 1п), Сергій Краковський (5, 5п). Захисники: Олександр Сорокалет (6), Сергій Башкиров (5), Володимир Геращенко (3), Петер Нойштедтер (3), Сергій Беженар (2), Петро Буц (2), Іван Вишневський (2), Сергій Пучков (2), Олексій Чередник (1), Сергій Шелест (1). Півзахисники: Володимир Багмут (6), Микола Кудрицький (6), Вадим Євтушенко (6, 1), Антон Шох (3). Нападники: Андрій Сидельников (6), Едуард Сон (6, 2), Євген Шахов (6, 1), Василь Сторчак (5, 1), Олег Таран (2), Олег Кошелюк (2). Тренер: Євген Кучеревський. |
| «Динамо» (Київ) |
| Воротарі: Олександр Жидков (4, 8п), Андрій Ковтун (2, 2п). Захисники: Андрій Баль (6), Ігор Корнієць (6), Сергій Шматоваленко (6), Володимир Бєдний (5), Віталій Пономаренко (5), Юрій Мороз (4), Сергій Заєць (3, 1), Володимир Горілий (2). Півзахисники: Ігор Жабченко (4), Андрій Канчельскіс (5, 2), Сергій Погодін (5, 1), Михайло Стельмах (4, 1), Віктор Мороз (3, 1), Анатолій Мущинка (3), Валерій Високос (2), Віктор Двірник (2), Володимир Лобас (1). Нападники: Юрій Макаров (1), Олександр Марусецький (2), Сергій Глеба (1), Микола Русін (1), Сергій Юран (1). Тренер: Валерій Лобановський. |